# Lista de navios lançados em março de 1943
A seguir está uma lista como os navios lançados ao mar no mês de março de 1943.
| Data         | Navio                    | País           | Construtor                           | Localização                        | Classe         | Notas |
| ------------ | ------------------------ | -------------- | ------------------------------------ | ---------------------------------- | -------------- | ----- |
| 1 de março   | SS Cushing Eells         | Estados Unidos | Oregon Shipbuilding Corporation      | Portland                           | Classe Liberty |       |
| 1 de março   | SS Thomas Cresap         | Estados Unidos | Bethlehem Fairfield Shipyard         | Baltimore                          | Classe Liberty |       |
| 1 de março   | SS Roger Griswold        | Estados Unidos | Delta Shipbuilding Co                | Nova Orleães, Luisiana             | Classe Liberty |       |
| 2 de março   | SS Rachel Jackson        | Estados Unidos | California Shipbuilding Corporation  | Terminal Island, LA                | Classe Liberty |       |
| 2 de março   | USS LST-201              | Estados Unidos | Boston Navy Yard                     | (Boston, Massachusetts, U.S.A.)    | LST            |       |
| 2 de março   | SS William B Ogden       | Estados Unidos | Permanente Metals Co Yard            | Richmond, Califórnia               | Classe Liberty |       |
| 3 de março   | SS James Harrod          | Estados Unidos | Oregon Shipbuilding Corporation      | Portland                           | Classe Liberty |       |
| 3 de março   | SS John Gallup           | Estados Unidos | Bethlehem Fairfield Shipyard         | Baltimore                          | Classe Liberty |       |
| 4 de março   | SS Josiah B Grinnell     | Estados Unidos | Permanente Metals Co Yard            | Richmond, Califórnia               | Classe Liberty |       |
| 4 de março   | SS James McHenry         | Estados Unidos | Delta Shipbuilding Co                | Nova Orleães, Luisiana             | Classe Liberty |       |
| 4 de março   | SS Maria Mitchell        | Estados Unidos | California Shipbuilding Corporation  | Terminal Island, LA                | Classe Liberty |       |
| 4 de março   | SS Charles P Steinmetz   | Estados Unidos | Permanente Metals Co Yard            | Richmond, Califórnia               | Classe Liberty |       |
| 5 de março   | SS Hannibal Hamlin       | Estados Unidos | New England Shipbuilding Corporation | South Portland                     | Classe Liberty |       |
| 5 de março   | USS LST-488              | Estados Unidos | Kaiser Cargo, Inc.                   | (Richmond, California, U.S.A.)     | LST            |       |
| 5 de março   | SS William D Moseley     | Estados Unidos | North Carolina Shipbuilding Company  | Wilmington                         | Classe Liberty |       |
| 5 de março   | SS Christopher Greenup   | Estados Unidos | Oregon Shipbuilding Corporation      | Portland                           | Classe Liberty |       |
| 5 de março   | SS John C Spencer        | Estados Unidos | Todd Houston Shipbuilding Corp       | Houston, Texas                     | Classe Liberty |       |
| 6 de março   | SS William Wilkins       | Estados Unidos | Todd Houston Shipbuilding Corp       | Houston, Texas                     | Classe Liberty |       |
| 6 de março   | SS Wisteria              | Estados Unidos | Bethlehem Fairfield Shipyard         | Baltimore                          | Classe Liberty |       |
| 6 de março   | SS Margaret Fuller       | Estados Unidos | California Shipbuilding Corporation  | Terminal Island, LA                | Classe Liberty |       |
| 6 de março   | SS Lucius Q C Lamar      | Estados Unidos | Delta Shipbuilding Co                | Nova Orleães, Luisiana             | Classe Liberty |       |
| 6 de março   | SS Dan Beard             | Estados Unidos | Permanente Metals Co Yard            | Richmond, Califórnia               | Classe Liberty |       |
| 7 de março   | SS Amos Kendall          | Estados Unidos | Oregon Shipbuilding Corporation      | Portland                           | Classe Liberty |       |
| 7 de março   | SS Ezra Cornell          | Estados Unidos | New England Shipbuilding Corporation | South Portland                     | Classe Liberty |       |
| 7 de março   | SS Francis Amasa Walker  | Estados Unidos | New England Shipbuilding Corporation | South Portland                     | Classe Liberty |       |
| 7 de março   | SS Timothy Dwight        | Estados Unidos | New England Shipbuilding Corporation | South Portland                     | Classe Liberty |       |
| 8 de março   | USS LST-68               | Estados Unidos | Jeffersonville Boat and Machine Co.  | (Jeffersonville, Indiana, U.S.A.)  | LST            |       |
| 8 de março   | SS William B Allison     | Estados Unidos | California Shipbuilding Corporation  | Terminal Island, LA                | Classe Liberty |       |
| 9 de março   | SS Belva Lockwood        | Estados Unidos | Oregon Shipbuilding Corporation      | Portland                           | Classe Liberty |       |
| 9 de março   | SS Henry Gilbert Costin  | Estados Unidos | Bethlehem Fairfield Shipyard         | Baltimore                          | Classe Liberty |       |
| 9 de março   | SS David L Swain         | Estados Unidos | North Carolina Shipbuilding Company  | Wilmington                         | Classe Liberty |       |
| 9 de março   | SS Jane A Delano         | Estados Unidos | Permanente Metals Co Yard            | Richmond, Califórnia               | Classe Liberty |       |
| 9 de março   | USS LST-25               | Estados Unidos | Dravo Corp.                          | (Wilmington, Delaware, U.S.A.)     | LST            |       |
| 10 de março  | SS Mintaka               | Estados Unidos | California Shipbuilding Corporation  | Terminal Island, LA                | Classe Liberty |       |
| 10 de março  | SS Johns Hopkins         | Estados Unidos | Bethlehem Fairfield Shipyard         | Baltimore                          | Classe Liberty |       |
| 10 de março  | SS William H Welch       | Estados Unidos | Bethlehem Fairfield Shipyard         | Baltimore                          | Classe Liberty |       |
| 11 de março  | USS LST-19               | Estados Unidos | Dravo Corp.                          | Pittsburgh, Pennsylvania, U.S.A.)  | LST            |       |
| 11 de março  | SS Clifford D Mallory    | Estados Unidos | Bethlehem Fairfield Shipyard         | Baltimore                          | Classe Liberty |       |
| 11 de março  | SS Nathaniel Currier     | Estados Unidos | Permanente Metals Co Yard            | Richmond, Califórnia               | Classe Liberty |       |
| 11 de março  | SS Kenneth A J MacKenzie | Estados Unidos | Oregon Shipbuilding Corporation      | Portland                           | Classe Liberty |       |
| 12 de março  | SS Jacques Laramie       | Estados Unidos | Permanente Metals Co Yard            | Richmond, Califórnia               | Classe Liberty |       |
| 12 de março  | SS Jonathan Worth        | Estados Unidos | North Carolina Shipbuilding Company  | Wilmington                         | Classe Liberty |       |
| 12 de março  | SS Alice F Palmer        | Estados Unidos | California Shipbuilding Corporation  | Terminal Island, LA                | Classe Liberty |       |
| 13 de março  | SS Henry H Richardson    | Estados Unidos | Permanente Metals Co Yard            | Richmond, Califórnia               | Classe Liberty |       |
| 13 de março  | SS Lucretia Mott         | Estados Unidos | Oregon Shipbuilding Corporation      | Portland                           | Classe Liberty |       |
| 13 de março  | SS Elias Boudinot        | Estados Unidos | Delta Shipbuilding Co                | Nova Orleães, Luisiana             | Classe Liberty |       |
| 13 de março  | SS Lucy Stone            | Estados Unidos | Permanente Metals Co Yard            | Richmond, Califórnia               | Classe Liberty |       |
| 13 de março] | USS LST-23               | Estados Unidos | Dravo Corp.                          | Pittsburgh, Pennsylvania, U.S.A.)  | LST            |       |
| 13 de março  | SS James M Wayne         | Estados Unidos | J A Jones Construction Co            | Charlotte, Carolina do Norte       | Classe Liberty |       |
| 13 de março  | USS LST-264              | Estados Unidos | American Bridge Co.                  | (Ambridge, Pennsylvania, U.S.A.)   | LST            |       |
| 14 de março  | SS Ponce De Leon         | Estados Unidos | St Johns River Shipbuilding Co       | Jacksonville, Flórida              | Classe Liberty |       |
| 14 de março  | SS Richard Hovey         | Estados Unidos | New England Shipbuilding Corporation | South Portland                     | Classe Liberty |       |
| 15 de março  | SS Pierre Gibault        | Estados Unidos | Oregon Shipbuilding Corporation      | Portland                           | Classe Liberty |       |
| 15 de março  | SS James M Goodhue       | Estados Unidos | California Shipbuilding Corporation  | Terminal Island, LA                | Classe Liberty |       |
| 15 de março  | SS Matthew T Goldsboro   | Estados Unidos | North Carolina Shipbuilding Company  | Wilmington                         | Classe Liberty |       |
| 16 de março  | SS Henry H Sibley        | Estados Unidos | California Shipbuilding Corporation  | Terminal Island, LA                | Classe Liberty |       |
| 16 de março  | SS William S Halsted     | Estados Unidos | Bethlehem Fairfield Shipyard         | Baltimore                          | Classe Liberty |       |
| 16 de março  | SS Fitzhugh Lee          | Estados Unidos | Todd Houston Shipbuilding Corp       | Houston, Texas                     | Classe Liberty |       |
| 16 de março  | USS LST-202              | Estados Unidos | Chicago Bridge and Iron Co.          | (Seneca, Illinois, U.S.A.)         | LST            |       |
| 16 de março  | SS Frances E Willard     | Estados Unidos | Permanente Metals Co Yard            | Richmond, Califórnia               | Classe Liberty |       |
| 17 de março  | USS LST-72               | Estados Unidos | Jeffersonville Boat and Machine Co.  | (Jeffersonville, Indiana, U.S.A.)  | LST            |       |
| 17 de março  | SS Benjamin H Grierson   | Estados Unidos | Oregon Shipbuilding Corporation      | Portland                           | Classe Liberty |       |
| 17 de março  | SS Timothy Bloodworth    | Estados Unidos | Delta Shipbuilding Co                | Nova Orleães, Luisiana             | Classe Liberty |       |
| 17 de março  | SS Henry M Rice          | Estados Unidos | California Shipbuilding Corporation  | Terminal Island, LA                | Classe Liberty |       |
| 18 de março  | SS James Ives            | Estados Unidos | Permanente Metals Co Yard            | Richmond, Califórnia               | Classe Liberty |       |
| 18 de março  | SS Howard A Kelly        | Estados Unidos | Bethlehem Fairfield Shipyard         | Baltimore                          | Classe Liberty |       |
| 18 de março  | SS Elisha Mitchell       | Estados Unidos | North Carolina Shipbuilding Company  | Wilmington                         | Classe Liberty |       |
| 19 de março  | SS Jubal A Early         | Estados Unidos | Todd Houston Shipbuilding Corp       | Houston, Texas                     | Classe Liberty |       |
| 19 de março  | SS John Howland          | Estados Unidos | Bethlehem Fairfield Shipyard         | Baltimore                          | Classe Liberty |       |
| 19 de março  | SS John S Pillsbury      | Estados Unidos | California Shipbuilding Corporation  | Terminal Island, LA                | Classe Liberty |       |
| 19 de março  | SS Alexandr Suvorov      | Estados Unidos | Oregon Shipbuilding Corporation      | Portland                           | Classe Liberty |       |
| 19 de março  | SS Cor Caroli            | Estados Unidos | Permanente Metals Co Yard            | Richmond, Califórnia               | Classe Liberty |       |
| 19 de março  | SS Robert Toombs         | Estados Unidos | Southeastern Shipbuilding Corp       | Savannah, Geórgia                  | Classe Liberty |       |
| 21 de março  | SS Christopher Gale      | Estados Unidos | North Carolina Shipbuilding Company  | Wilmington                         | Classe Liberty |       |
| 21 de março  | SS Mikhail Kutusov       | Estados Unidos | Oregon Shipbuilding Corporation      | Portland                           | Classe Liberty |       |
| 21 de março  | SS Abigail Adams         | Estados Unidos | Permanente Metals Co Yard            | Richmond, Califórnia               | Classe Liberty |       |
| 21 de março  | SS Thomas Corwin         | Estados Unidos | Permanente Metals Co Yard            | Richmond, Califórnia               | Classe Liberty |       |
| 22 de março  | SS Knute Nelson          | Estados Unidos | California Shipbuilding Corporation  | Terminal Island, LA                | Classe Liberty |       |
| 23 de março  | SS James B Weaver        | Estados Unidos | California Shipbuilding Corporation  | Terminal Island, LA                | Classe Liberty |       |
| 23 de março  | SS Albert B Cummins      | Estados Unidos | Oregon Shipbuilding Corporation      | Portland                           | Classe Liberty |       |
| 24 de março  | SS William L Davidson    | Estados Unidos | North Carolina Shipbuilding Company  | Wilmington                         | Classe Liberty |       |
| 24 de março  | SS John J Abel           | Estados Unidos | Bethlehem Fairfield Shipyard         | Baltimore                          | Classe Liberty |       |
| 24 de março  | SS James W Grimes        | Estados Unidos | Oregon Shipbuilding Corporation      | Portland                           | Classe Liberty |       |
| 24 de março  | SS David Dudley Field    | Estados Unidos | Permanente Metals Co Yard            | Richmond, Califórnia               | Classe Liberty |       |
| 25 de março  | SS David Starr Jordan    | Estados Unidos | Permanente Metals Co Yard            | Richmond, Califórnia               | Classe Liberty |       |
| 25 de março  | USS LST-203              | Estados Unidos | Chicago Bridge and Iron Co.          | (Seneca, Illinois, U.S.A.)         | LST            |       |
| 25 de março  | SS William H Wilmer      | Estados Unidos | Bethlehem Fairfield Shipyard         | Baltimore                          | Classe Liberty |       |
| 26 de março  | SS Franklin P Mall       | Estados Unidos | Bethlehem Fairfield Shipyard         | Baltimore                          | Classe Liberty |       |
| 26 de março  | SS Simon Newcomb         | Estados Unidos | California Shipbuilding Corporation  | Terminal Island, LA                | Classe Liberty |       |
| 26 de março  | SS Sun Yat Sen           | Estados Unidos | Marinship Corp                       | Sausalito                          | Classe Liberty |       |
| 26 de março  | SS James Guthrie         | Estados Unidos | Permanente Metals Co Yard            | Richmond, Califórnia               | Classe Liberty |       |
| 26 de março  | SS George L Baker        | Estados Unidos | Oregon Shipbuilding Corporation      | Portland                           | Classe Liberty |       |
| 27 de março  | SS John Banvard          | Estados Unidos | Bethlehem Fairfield Shipyard         | Baltimore                          | Classe Liberty |       |
| 27 de março  | SS Amy Lowell            | Estados Unidos | California Shipbuilding Corporation  | Terminal Island, LA                | Classe Liberty |       |
| 27 de março  | SS Aedanus Burke         | Estados Unidos | Delta Shipbuilding Co                | Nova Orleães, Luisiana             | Classe Liberty |       |
| 27 de março  | SS Chief Joseph          | Estados Unidos | Oregon Shipbuilding Corporation      | Portland                           | Classe Liberty |       |
| 27 de março  | SS John Gorrie           | Estados Unidos | St Johns River Shipbuilding Co       | Jacksonville, Flórida              | Classe Liberty |       |
| 28 de março  | SS Robert M T Hunter     | Estados Unidos | Southeastern Shipbuilding Corp       | Savannah, Geórgia                  | Classe Liberty |       |
| 28 de março  | SS Elizabeth Blackwell   | Estados Unidos | Permanente Metals Co Yard            | Richmond, Califórnia               | Classe Liberty |       |
| 28 de março  | SS Walker Taylor         | Estados Unidos | North Carolina Shipbuilding Company  | Wilmington                         | Classe Liberty |       |
| 28 de março  | SS John Sullivan         | Estados Unidos | New England Shipbuilding Corporation | South Portland                     | Classe Liberty |       |
| 29 de março  | USS LST-22               | Estados Unidos | Dravo Corp.                          | (Pittsburgh, Pennsylvania, U.S.A.) | LST            |       |
| 29 de março  | USS LST-73               | Estados Unidos | Jeffersonville Boat and Machine Co.  | (Jeffersonville, Indiana, U.S.A.)  | LST            |       |
| 29 de março  | SS Alexandr Nevsky       | Estados Unidos | Oregon Shipbuilding Corporation      | Portland                           | Classe Liberty |       |
| 29 de março  | SS Samuel Dexter         | Estados Unidos | Delta Shipbuilding Co                | Nova Orleães, Luisiana             | Classe Liberty |       |
| 29 de março  | SS William G Fargo       | Estados Unidos | California Shipbuilding Corporation  | Terminal Island, LA                | Classe Liberty |       |
| 29 de março  | SS Richard S Ewell       | Estados Unidos | Todd Houston Shipbuilding Corp       | Houston, Texas                     | Classe Liberty |       |
| 30 de março  | SS Howell Cobb           | Estados Unidos | Permanente Metals Co Yard            | Richmond, Califórnia               | Classe Liberty |       |
| 30 de março  | SS Santiago Iglesias     | Estados Unidos | Bethlehem Fairfield Shipyard         | Baltimore                          | Classe Liberty |       |
| 31 de março  | SS George E Pickett      | Estados Unidos | Todd Houston Shipbuilding Corp       | Houston, Texas                     | Classe Liberty |       |
| 31 de março  | SS William James         | Estados Unidos | California Shipbuilding Corporation  | Terminal Island, LA                | Classe Liberty |       |
| 31 de março  | USS LST-26               | Estados Unidos | Dravo Corp.                          | (Pittsburgh, Pennsylvania, U.S.A.) | LST            |       |
| 31 de março  | USS LST-74               | Estados Unidos | Jeffersonville Boat and Machine Co.  | (Jeffersonville, Indiana, U.S.A.)  | LST            |       |
| 31 de março  | SS Edward N Hurley       | Estados Unidos | Bethlehem Fairfield Shipyard         | Baltimore                          | Classe Liberty |       |
| 31 de março  | SS John Bascom           | Estados Unidos | J A Jones Construction Co            | Panama City                        | Classe Liberty |       |
| 31 de março  | SS Roger Moore           | Estados Unidos | North Carolina Shipbuilding Company  | Wilmington                         | Classe Liberty |       |
| 31 de março  | SS George Flavel         | Estados Unidos | Oregon Shipbuilding Corporation      | Portland                           | Classe Liberty |       |
| 31 de março  | SS S Hall Young          | Estados Unidos | Permanente Metals Co Yard            | Richmond, Califórnia               | Classe Liberty |       |